# Moreaua arthrostylidis
Moreaua arthrostylidis är en svampart som beskrevs av Vánky & R.G. Shivas 2001. Moreaua arthrostylidis ingår i släktet Moreaua och familjen Anthracoideaceae.   Inga underarter finns listade i Catalogue of Life.